# Ekstraklasa 2007-08
La temporada 2007-08 fue la 74.ª edición de la Ekstraklasa, el más alto nivel de fútbol en Polonia desde su creación en 1927. El Wisła Cracovia se coronó por duodécima vez campeón de la Liga Polaca.

## Sistema de competición
Los 16 clubes que integran la Orange Ekstraklasa se enfrentan todos contra todos en dos ocasiones (una en campo propio y otra en campo contrario), siguiendo un calendario previamente establecido por sorteo. En total, cada equipo disputa 30 partidos.
El ganador de un partido obtiene tres puntos, el perdedor no obtiene puntos, y en caso de un empate hay un punto para cada equipo. Al final, el que sume más puntos, obtiene el título de campeón de liga y la clasificación para la segunda ronda clasificatoria de la próxima edición de la Liga de Campeones de la UEFA. El subcampeón y el tercero de liga acceden la próxima temporada a la segunda ronda clasificatoria de la Copa de la UEFA 2008-09. Los dos últimos clasificados de la Ekstraklasa al término de la temporada son descendidos a la I Liga Polaca (segunda categoría), siendo reemplazados por los dos primeros clasificados de esta categoría.

## Ascensos y descensos
| Pos. | Descendidos de la Ekstraklasa 2006/07 |
| ---- | ------------------------------------- |
| 11º  | Arka Gdynia                           |
| 13º  | Górnik Łęczna                         |
| 15º  | Wisła Płock                           |
| 16º  | Pogoń Szczecin                        |

| Pos. | Ascendidos de la I Liga 2006/07 |
| ---- | ------------------------------- |
| 1º   | Jagiellonia Białystok           |
| 2º   | Polonia Bytom                   |
| 3º   | Ruch Chorzów                    |
| 4º   | Zagłębie Sosnowiec              |

## Clasificación final
|                 |     | Equipo                    | PJ | PG | PE | PP | GF | GC | DG | PTS |
| --------------- | --- | ------------------------- | -- | -- | -- | -- | -- | -- | -- | --- |
| Clasificó a UCL | 1.  | Wisła Cracovia            | 30 | 24 | 5  | 1  | 68 | 18 |    | 77  |
|                 | 2.  | Legia Varsovia            | 30 | 20 | 3  | 7  | 48 | 17 |    | 63  |
|                 | 3.  | Dyskobolia Grodzisk       | 30 | 18 | 6  | 6  | 52 | 24 |    | 60  |
|                 | 4.  | Lech Poznań               | 30 | 17 | 6  | 7  | 55 | 32 |    | 57  |
|                 | 5.  | Zagłębie Lubin            | 30 | 15 | 7  | 8  | 43 | 30 |    | 52  |
|                 | 6.  | Korona Kielce             | 30 | 15 | 6  | 9  | 38 | 32 |    | 51  |
|                 | 7.  | KS Cracovia               | 30 | 11 | 6  | 13 | 30 | 32 |    | 39  |
|                 | 8.  | Górnik Zabrze             | 30 | 11 | 6  | 13 | 34 | 39 |    | 39  |
|                 | 9.  | GKS Bełchatów             | 30 | 9  | 11 | 10 | 26 | 32 |    | 38  |
|                 | 10. | Ruch Chorzów (A)          | 30 | 8  | 10 | 12 | 35 | 41 |    | 34  |
|                 | 11. | Łódzki KS                 | 30 | 7  | 9  | 14 | 25 | 31 |    | 30  |
|                 | 12. | Odra Wodzisław Śląski     | 30 | 8  | 5  | 17 | 28 | 47 |    | 29  |
|                 | 13. | Polonia Bytom (A)         | 30 | 7  | 6  | 16 | 22 | 45 |    | 28  |
|                 | 14. | Jagiellonia Białystok (A) | 30 | 7  | 6  | 17 | 27 | 57 |    | 27  |
|                 | 15. | Widzew Łódź               | 30 | 5  | 11 | 14 | 27 | 42 |    | 26  |
|                 | 16. | Zagłębie Sosnowiec (A)    | 30 | 4  | 4  | 22 | 19 | 58 |    | 16  |

- (A) : Ascendido la temporada anterior.

|  | Campeón y clasificado a Liga de Campeones de la UEFA 2008-09. |
|  | Clasificado a Copa de la UEFA 2008-09.                        |
|  | Desciende a I Liga.                                           |

## Goleadores
| Nombre            | Goles | Equipo             |
| ----------------- | ----- | ------------------ |
| Paweł Brożek      | 21    | Wisła Cracovia     |
| Marek Zieńczuk    | 16    | Wisła Cracovia     |
| Adrian Sikora     | 16    | Groclin Dyskobolia |
| Takesure Chinyama | 15    | Legia Varsovia     |
| Hernán Rengifo    | 12    | Lech Poznań        |
| Dawid Jarka       | 11    | Górnik Zabrze      |

## Enlaces
- Sitio oficial del PZPN
- Sitio oficial de la Ekstraklasa SA

- Datos: Q1041253
- Multimedia: Ekstraklasa (Poland) 2007/2008 / Q1041253